# Thorvald Ellegaard

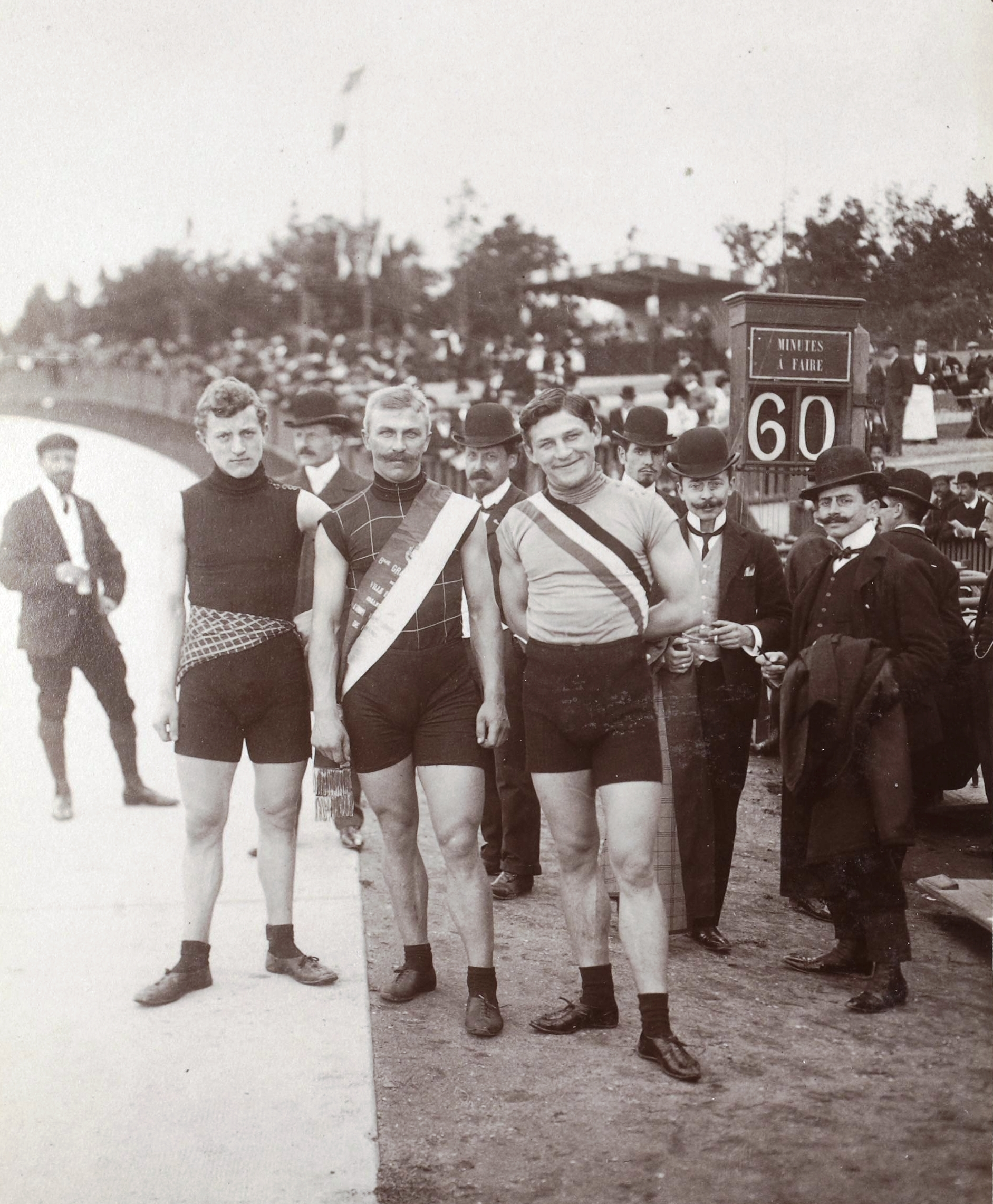
Ellegaard (M.) als Sieger beim Grand Prix de Paris 1910, mit den Deutschen Walter Rütt (l.) und Willy Arend

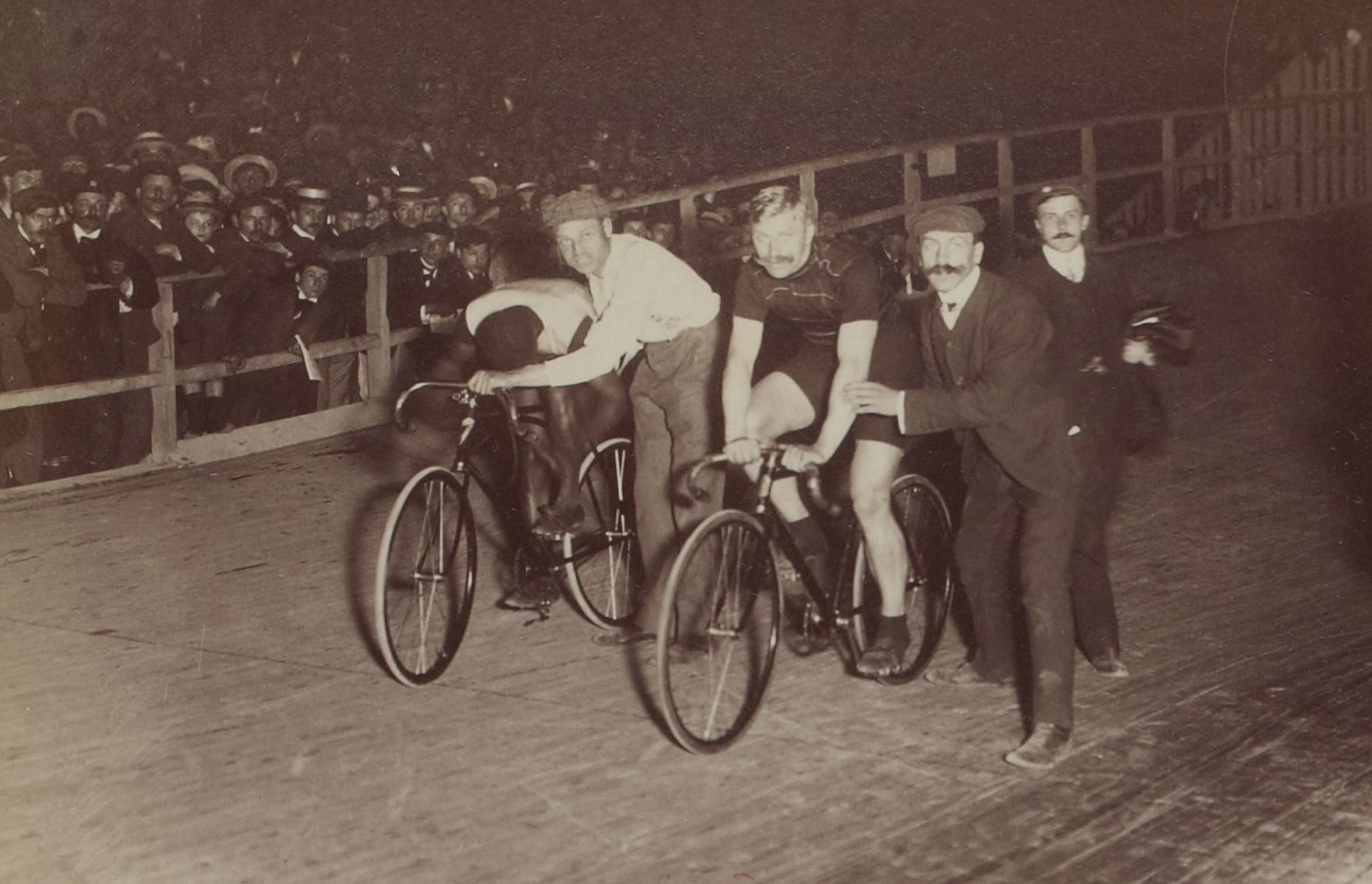
Ellegaard (r.) beim Start zu einem Rennen gegen den US-Amerikaner Major Taylor im Juni 1902 auf der Buffalo-Radrennbahn in Paris

Thorvald Ellegaard, eigentlich Thorvald Christian Christiansen, (* 7. März 1877 in Fangel Sogn, Fünen; † 27. April 1954 in Charlottenlund, Gentofte) war ein dänischer Radrennfahrer.

## Sportliche Laufbahn
Thorvald Ellegaard galt als einer der größten Sportler Dänemarks. Von 1895 bis 1898 fuhr der „Flieger“ (heute: Sprinter) Rennen als Amateur; in seinen Anfängen trainierte er in der „Grazer Trainierschule“ von Alexander Gayer.
Von 1898 bis 1926 war Ellegaard als Profi aktiv und wurde sechsmal Weltmeister im Sprint. Insgesamt errang er nicht weniger als 875 Siege auf 153 verschiedenen Radrennbahnen in Europa, Nordamerika und Australien. Zweimal, 1901 und 1911, gewann er den Sprint-Klassiker Grand Prix de Paris sowie dreimal, 1903, 1907 und 1912, den Grand Prix de l’UVF. Elfmal siegte er im Grand Prix Kopenhagen. Den Grand Prix de la République gewann er 1903. Den Grand Prix Turin, einen der ältesten Wettbewerbe im Bahnradsport, gewann er 1901. 1906 gewann er den Grand Prix de Reims, einen der ältesten Wettkämpfe für Bahnsprinter in Frankreich sowie den Großen Preis von Berlin. Den Grand Prix d’Anvers konnte er 1908 für sich entscheiden. Den Grand Prix de l’UCI in Paris gewann er 1908, den Grand Prix d’Angers 1911. Da er in Deutschland sehr beliebt war, wurde er 1910 für eine Tagesgage von 1000 Reichsmark für das Berliner Sechstagerennen verpflichtet, musste jedoch (als Sprinter) nach drei Tagen vollkommen entkräftet aufgeben. Der Ausbruch des Ersten Weltkriegs beendete seine internationale Radsportlaufbahn, nach dem Krieg bestritt er aber weiterhin nationale Rennen.
Am 26. September 1926, im Alter von 49 Jahren, nahm er in Kopenhagen Abschied von seiner aktiven Karriere als Rennfahrer und war kurze Zeit Sportlicher Leiter auf der Radrennbahn in Ordrup. Seine letzten Lebensjahre verbrachte Ellegaard in Paris, wo er während seiner aktiven Zeit als Radsportler schon gelebt hatte. Nach einer Urkunde, die in der Inneraumgaststätte der Ordrup-Radrennbahn aushing, hatte Ellegaard insgesamt 715 Sprinterrennen, 123 Tandemrennen und 133 Handicaprennen gewonnen.

## Diverses
Thorvald Ellegaard war der Vater von France Ellegaard (1912–1999), eine der berühmtesten Pianistinnen Skandinaviens. 2015 wurde in Odense die nach ihm benannte Radrennbahn eingeweiht.

## Erfolge (Auswahl)
1898
- Europameisterschaft – 10 km
- – Sprint, 1 Dänische Meile

1899
- – 1 Dänische Meile

1900
- – 1 Dänische Meile

1901
- Weltmeister – Sprint
- Grand Prix de Paris

1902
- Weltmeister – Sprint
- Europameister – Sprint

1903
- Weltmeister – Sprint
- Europameister – Sprint
- Grand Prix de l’UVF

1904
- Weltmeisterschaft – Sprint

1905
- Weltmeisterschaft – Sprint

1906
- Weltmeister – Sprint

1907
- Grand Prix de l’UVF

1908
- Weltmeister – Sprint
- Europameister – Sprint

1910
- Weltmeisterschaft – Sprint
- Europameister – Sprint

1911
- Weltmeister – Sprint
- Grand Prix de Paris

1912
- Grand Prix de l’UVF

1913
- Weltmeisterschaft – Sprint